# Danica Patrick

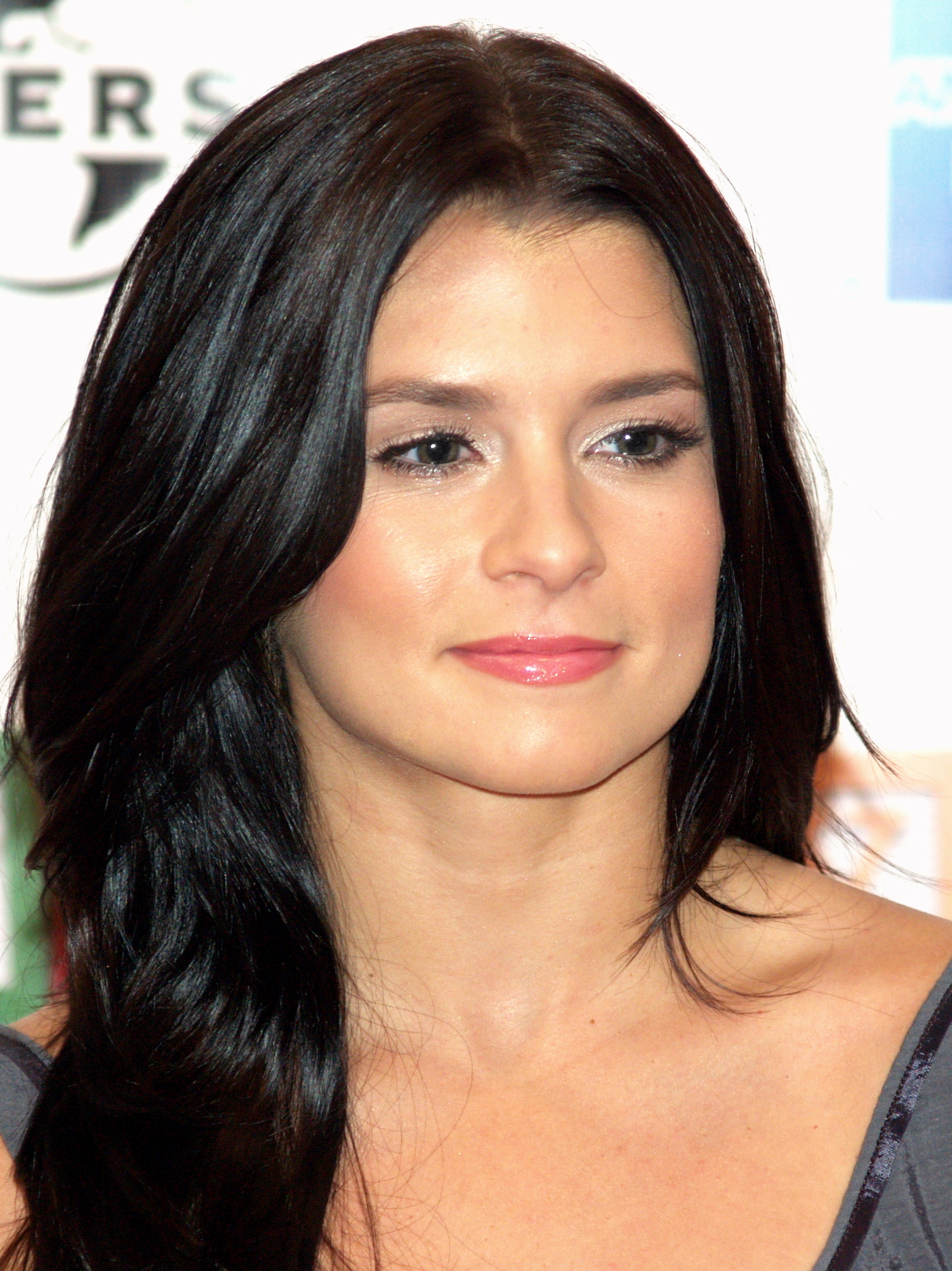
Danica Patrick (2008)

Danica Sue Patrick (sinh ngày 25 tháng 3 năm 1982) là một vận động viên đua xe, người mẫu và phát ngôn viên quảng cáo người Mỹ. Cô được mệnh danh là "nữ hoàng tốc độ" của đường đua IndyCar. Năm 2011, cô thị đấu trong IndyCar Series và NASCAR Nationwide Series.
Cô bắt đầu từ đua karting sau đó tham gia đua Formula Ford tại Anh trước khi chuyển trở lại Mỹ và di chuyển lên đua IndyCars. Patrick được đặt tên là Rookie của năm cho cả năm 2005 Indianapolis 500 và mùa giải 2005 Series IndyCar. Với chiến thắng của cô trong năm 2008 Indy Nhật Bản 300, Patrick đã trở thành phụ nữ đầu tiên giành chiến thắng một cuộc đua xe Indy. Cô đứng thứ 4 trong Indianapolis 2009 500, được cá nhân tốt nhất cho cô ấy theo dõi, và kết thúc cao nhất của một người phụ nữ trong lịch sử của sự kiện. Bà Patrick giữ kỷ lục IRL cho hầu hết các chủng tộc liên tục chạy ở kết thúc. Tính đến ngày 02 tháng 10 năm 2011, cô đã hoàn thành 50 cuộc đua liên tiếp trong các hoạt động (tổng số cao nhất tiếp theo trong cuốn sách kỷ lục là 32) Trong các IRL, Patrick hiện đua #7 GoDaddy.com Honda/Dallara cho Andretti Autosport.
Trong năm 2010, Patrick bắt đầu đua trong toàn quốc NASCAR Series, lái xe # 7 GoDaddy.com Chevrolet Impala cho JR Motorsports bán thời gian. Cô đã về thứ 4 trong loạt vào ngày 05 tháng 3 năm 2011 tại Las Vegas Motor Speedway kết thúc tốt nhất bởi một người phụ nữ trong một vòng đua NASCAR.